# Croton pyrifolius
Croton pyrifolius är en törelväxtart som beskrevs av Johannes Müller Argoviensis. Croton pyrifolius ingår i släktet Croton och familjen törelväxter. Inga underarter finns listade i Catalogue of Life.